# Riocavado de la Sierra
Riocavado de la Sierra ist ein Bergort und eine zur bevölkerungsarmen Region der Serranía Celtibérica gehörende  Gemeinde (municipio) mit nur noch 55 Einwohnern (Stand: 2024) in der Autonomen Gemeinschaft Kastilien-León.

## Lage und Klima
Der Bergort Riocavado de la Sierra liegt im Herzen der Sierra de la Demanda in einer Höhe von etwa 1160 m. Die nächstgelegene Stadt ist das etwa 20 km (Fahrtstrecke) südwestlich gelegene Salas de los Infantes; die Provinzhauptstadt Burgos ist etwa 70 km in nordwestlicher Richtung entfernt. Das Klima ist gemäßigt bis warm; Regen (ca. 655 mm/Jahr) fällt übers Jahr verteilt.

## Bevölkerungsentwicklung
| Jahr      | 1857 | 1900 | 1950 | 2000 | 2018 |
| Einwohner | 286  | 365  | 368  | 71   | 60   |

Die Mechanisierung der Landwirtschaft und die Aufgabe bäuerlicher Kleinbetriebe haben seit den 1950er Jahren zu einem Mangel an Arbeitsplätzen und in der Folge zu einer Abwanderung eines Großteils der Bevölkerung in die größeren Städte geführt (Landflucht).

## Wirtschaft
Wie die Bewohner der meisten Bergorte Europas, so lebten auch die Riocavadeños jahrhundertelang als Selbstversorger von der Viehzucht (Schafe und Ziegen) und von ein wenig Ackerbau (Gerste und Weizen). Aus der Milch der Tiere wurde ein haltbarer Käse hergestellt, der sich auf den Märkten der weit entfernten Städte verkaufen ließ. Ähnliches gilt für die Schafswolle, die jedoch auch für die Herstellung der eigenen Kleidung benötigt wurde; aus den Ziegenhaaren wurden Seile etc. geflochten. In der zweiten Hälfte des 19. und der ersten Hälfte des 20. Jahrhunderts versuchten viele Zuwanderer ihr Glück als Minenarbeiter in den Bergwerken (Eisen, Kupfer, Blei und Kohle) der Umgebung. Mittlerweile spielen der Tages- und Wochenendtourismus sowie die Vermietung von Ferienhäusern (casas rurales) eine bedeutende Rolle im Wirtschaftsleben des Ortes.

## Geschichte
Keltische, römische, westgotische und selbst islamisch-maurische Spuren fehlen. Es ist anzunehmen, dass die Gründung Riocavados in die Zeit der Wiederbesiedlung (repoblación) der – nach der Eroberung durch die Mauren – weitgehend menschenleeren Gebiete im Norden der Iberischen Halbinsel fällt. Die erste urkundliche Erwähnung des Ortes stammt aus dem Jahr 1028; durch seine abgelegene Lage war der Ort vor erneuten Angriffen der Mauren, die sich in die weiter südlich gelegenen Regionen zurückgezogen hatten, weitgehend geschützt. Vom 11. bis 14. Jahrhundert gehörte der Ort zum historisch bedeutsamen Gemeindeverband Alfoz de Lara. Durch die nahegelegenen Erz- und Kohlebergwerke erlebte der Ort im 19. und frühen 20. Jahrhundert eine kurze Blütezeit.

## Sehenswürdigkeiten

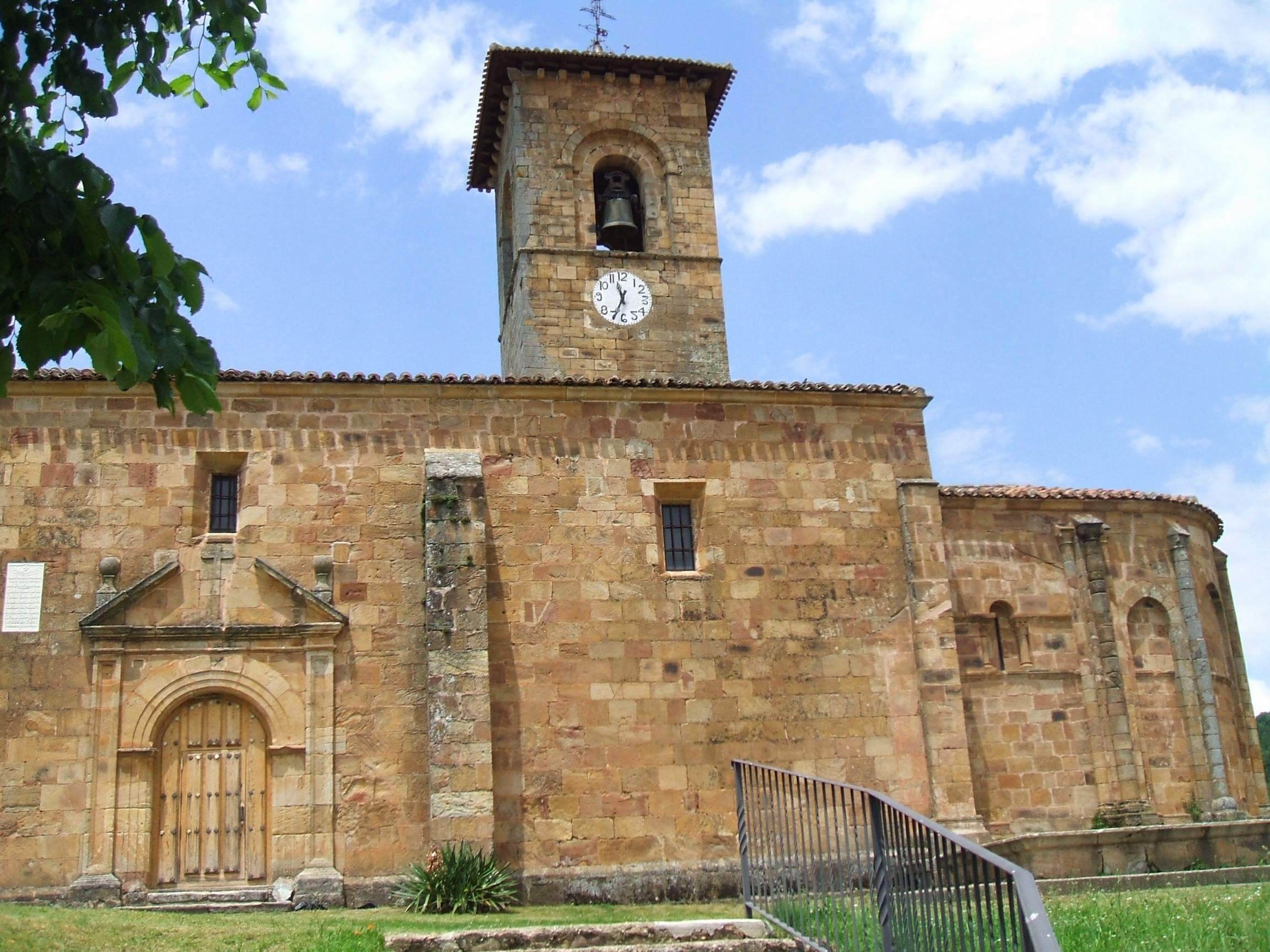
Iglesia de Santa Columba

- Die etwa in die Mitte des 12. Jahrhunderts zu datierende romanische Pfarrkirche (Iglesia de Santa Columba) beeindruckt vor allem durch ihre handwerklich perfekt bearbeiteten Hausteine – ein Aspekt, der auf wandernde Steinmetze schließen lässt. Die Apsis ist von Halbsäulenvorlagen in vertikale Felder unterteilt, die von – meist fensterlosen und im Scheitelpunkt leicht angespitzten – Blendbögen aufgelockert werden. Auf der Nordseite erhebt sich ein schlanker und weitgehend ungegliederter Glockenturm, der gleichzeitig der Stabilisierung der Außenwand dient. Die südliche Langhauswand, in der sich auch das nachträglich im 16. Jahrhundert hier eingebaute Portal befindet, ist dagegen durch Strebepfeiler statisch gesichert. In der vollkommen schmucklosen Westfassade ist noch deutlich das zugemauerte ehemalige Portal zu erkennen. Das einschiffige Innere der Kirche erhielt im 16. Jahrhundert ein Rippengewölbe; die von einem Chorbogen begrenzte Apsis ist noch von der originalen halbkuppelförmigen Kalotte bedeckt.
- Einige Häuser im Ort sind mit Wappen etc. geschmückt.